# Presbytère de Laguiole
Ce bâtiment appelé ancien presbytère de Laguiole est un ancien petit séminaire devenu hospice, situé en France à Laguiole, dans le département de l'Aveyron en région Occitanie.
Le presbytère de Laguiole a fait l'objet de deux inscriptions au titre des monuments historique, en 1928 et 1944.

## Localisation
Ce bâtiment est situé sur la commune de Laguiole, dans le département français de l'Aveyron.

## Description

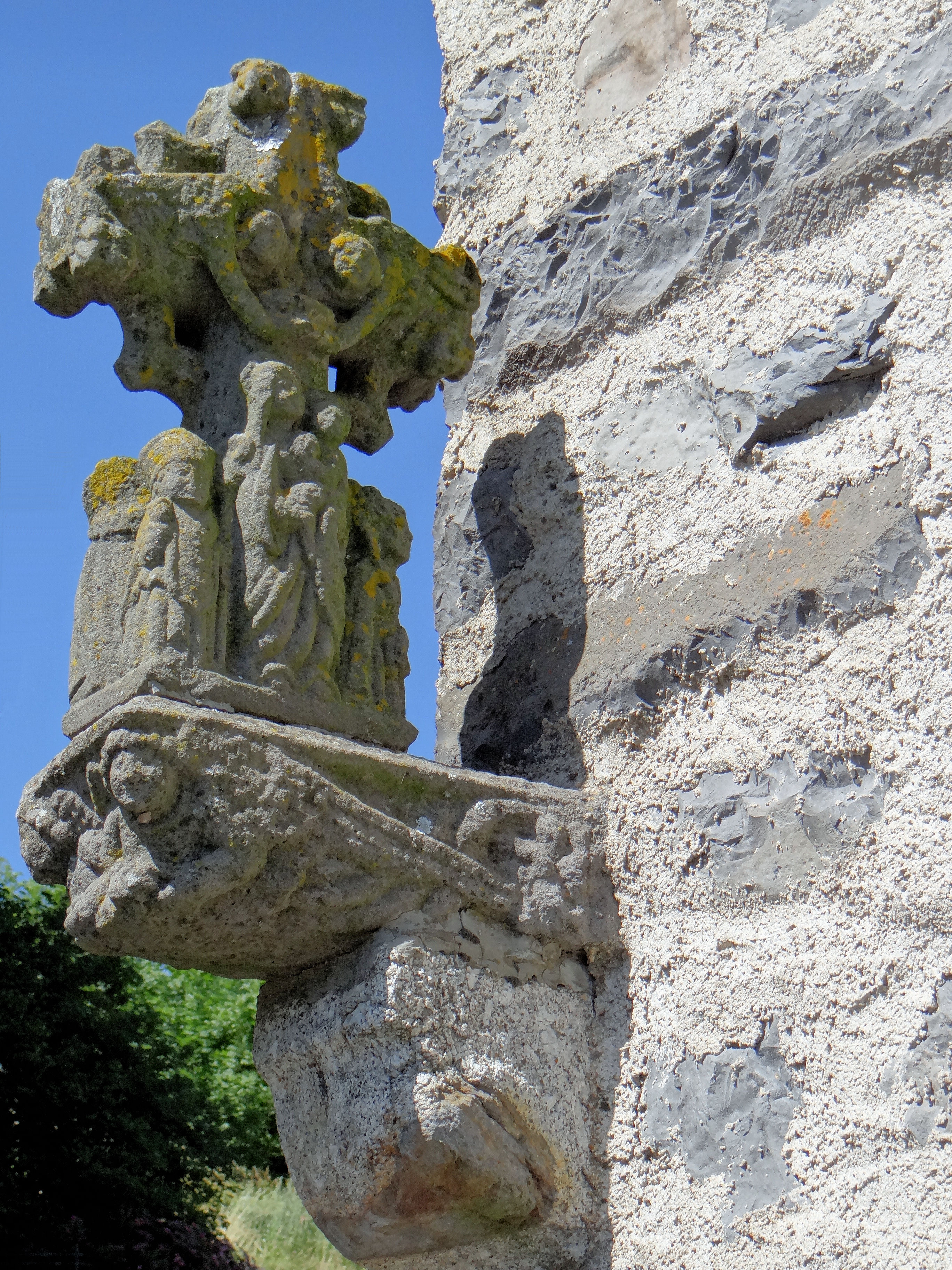
La croix posée sur une console.

Situé sur la rue du couvent et la place du couvent, à mi-chemin entre la rue du Faubourg et l’église, ce bâtiment, aussi appelé l'Hospice, est représentatif des constructions du XVe siècle du vieux Laguiole. On peut voir sur la rue du couvent son portail, ses deux fenêtres à l’étage, et sa tourelle en encorbellement.
Sur une console, à l'angle de la rue du couvent et de la place du couvent, se trouve la croix historiée classée représentant une Vierge à l'Enfant surmontée de deux anges tenant une couronne sur une face et la Crucifixion sur l'autre face.
Ses murs sont composés des matériaux de pays, le granit et le basalte.

## Historique
Un petit séminaire a été fondé à Laguiole par le curé de cette ville, François Cros, et par Vacquier, prieur de Terrisse. François Cros, bachelier en théologie, avait rassemblé auprès de lui des jeunes gens du pays qui voulaient se destiner à la prêtrise. Il fait alors construire à côté de sa maison un bâtiment qui pouvait recevoir quatre-vingts enfants. En 1702, il fait don de tous ses biens par testament.
Ce séminaire est progressivement devenu un véritable collège grâce au dévouement des jeunes clercs. Il a alors fourni un nombre non négligeable de prêtres au diocèse de Rodez. La fondation du séminaire de Laguiole est approuvée par lettres patentes en mai 1714.
Le petit séminaire de Laguiole a servi de retraite aux prêtres et aux religieux que l'évêque ou le roi jugeaient à propos de mettre en pénitence jusqu'à l'arrivée de Claude Debertier.
Claude Debertier, Lazariste, a été le supérieur du petit séminaire avant d'être élu évêque constitutionnel de l'Aveyron le 23 mars 1791.
Le petit séminaire a disparu avec la Révolution.
L'édifice est inscrit au titre des monuments historiques, une première fois le 5 mars 1928 pour la croix placée en encorbellement sur le mur puis le 30 novembre 1944 pour la façade et la toiture.